# Movimento estudantil na Universidade de São Paulo
O movimento estudantil na Universidade de São Paulo tem seu início na década de 1960, especialmente na FFCL, a FD e a FAU. Desde então, o movimento vem buscando melhorias para as condições de estruturais oferecidas pela universidade aos seus alunos e, por várias vezes, entrou em confronto com a reitoria da instituição.

## História
Em meados da década de 1960, várias das unidades da USP (como a FFCL, a FD e a FAU), assim como as sedes de outras universidades, como o Instituto Mackenzie e a Fundação Armando Álvares Penteado localizavam-se muito próximas umas às outras (em especial às que estavam reunidas no bairro de Higienópolis). Tal fato incentivou uma certa movimentação estudantil no Centro de São Paulo, considerada inédita até então. Em um certo momento daquele período, as posições políticas na sociedade passaram a se polarizar e isto refletiu no movimento estudantil.
Inicialmente restrito às questões ligadas meramente ao problema da educação (como manifestações por mais verbas e melhores condições de ensino), tal movimento passou a assumir posicionamentos ideológicos por vezes radicais e conflitantes, fragmentando-se em várias correntes políticas, cada uma delas ligadas a partidos ou movimentos diversos. Tal polarização política dos estudantes resultaria naquilo que ficou conhecido como o Conflito da Rua Maria Antônia.

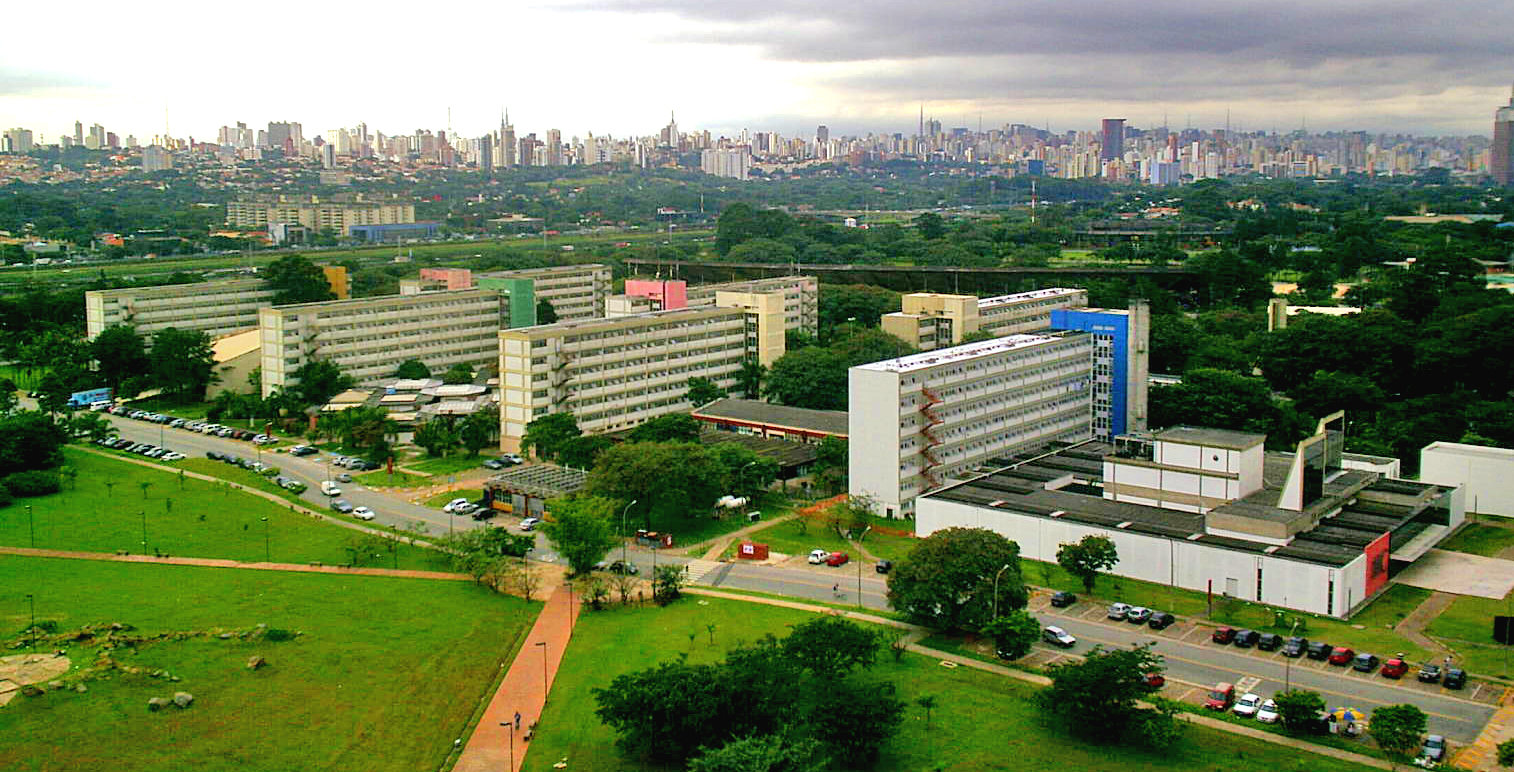
Conjunto residencial da Cidade Universitária em São Paulo (CRUSP).

Na rua Maria Antônia ficavam frente aos edifícios da Faculdade de Filosofia, Ciências e Letras da USP e alguns prédios do Mackenzie. Os estudantes das duas instituições, ao longo do processo de polarização dos estudantes, caracterizaram-se, genericamente, como defensores de posições políticas conflitantes: os alunos da USP em geral identificavam com ideias democráticas e de esquerda. Por outro lado, os estudantes do Mackenzie em geral estavam associados às ideias conservadoras de direita e apoiavam a ditadura pós-Golpe militar de 1964.
O estranhamento entre os estudantes, devido ao intenso antagonismo de suas ideias políticas, acabou levando a um conflito explícito e violento entre eles. Houve apedrejamento dos edifícios, conflito físico entre alunos e interferência da polícia. Ainda que não tenha sido um episódio partilhado e testemunhado por todos os alunos de ambas as instituições, o conflito, ocorrido em 1968 (considerado reflexo, no Brasil, da movimentação estudantil que ocorria em todo o mundo, como os protestos em Paris e Praga) foi tomado como símbolo, celebrado especialmente pela esquerda, do movimento estudantil.
A reação pública foi negativa e o governo militar preocupou-se com as conseqüências de manter aquele número de instituições de ensino reunidas. Em uma política de alienação estudantil (no sentido de afastar as comunidades discentes dos centros político-financeiros), as obras de construção da Cidade Universitária (no então ainda distante bairro do Butantã) foram aceleradas e uma das primeiras unidades transferidas foi justamente a FFCL. Na mesma década, outras unidades como a Escola Politécnica e a FAU também tiveram suas sedes alteradas para aquele local.

### Atualidade
A partir da Redemocratização o movimento estudantil na USP se reorganizou na década de 1980, pressionando por melhorias na universidade. Seu momento mais importante no período foi quando, juntamente com estudantes da Unicamp e da Unesp, além de funcionários e docentes, conquistou a autonomia universitária para as instituições estaduais de ensino superior. Após uma agitada greve em 1988, em fevereiro do ano seguinte um decreto-lei do governo Orestes Quércia determinou o repasse fixo de 8,4% da arrecadação do ICMS para as três universidades estaduais paulistas. Atualmente a cota é de 9,57%, estabelecida em 1995 durante o governo Mário Covas.

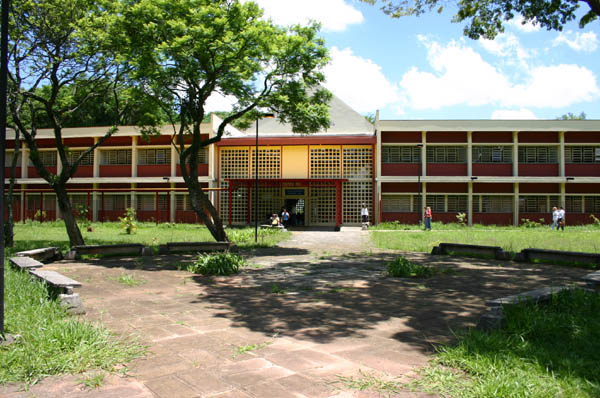
Instituto de Psicologia.

Greves importantes, do ponto de vista dos estudantes, ocorreram, durante a história da USP como, por exemplo, em 2002 quando 92 professores foram contratados após mais de três meses de paralisação. Começando no curso de Letras, teve por motivações as salas de aula superlotadas e a falta de docentes.
No anoitecer de 3 de maio de 2007, a reitoria da universidade foi invadida e ocupada por alunos ligados a grupos diversos do movimento estudantil, cujas principais exigências dizem respeito à ampliação da moradia estudantil nos campi, democratização do Conselho Universitário e a definição de um posicionamento da reitoria frente aos decretos do governador José Serra sobre a Educação no estado de São Paulo.
Segundo as fontes oficiais do governo do estado, os decretos exigiriam que a universidade tornasse públicas as despesas e ou investimentos, inserindo-se num esforço de tornar transparentes as contas públicas (ainda que os mesmos decretos desobriguem o estado de tornar pública a arrecadação mensal de ICMS). Entretanto, a primeira redação do decreto que vincula a Universidade de São Paulo com a Secretaria do Ensino Superior afirmava que tal secretaria deveria definir políticas e diretrizes e aumentar atividades de pesquisa, principalmente as operacionais, o que acabou causando grande preocupação e repercussão entre os estudantes.
Contudo, os decretos chocaram não apenas os estudantes que ocuparam a Reitoria, mas muitos docentes que, embora desaprovando a violência de sua ação, discordavam da criação de uma Secretaria de Ensino Superior, da qual foi desvinculada a Fapesp, que antes estava junto com as universidades na pasta de Ciência e Tecnologia; da imposição do novo secretário como presidente do Conselho de Reitores das Universidades do Estado de S. Paulo; da proibição de contratações de docentes e funcionários e de mudança de rubricas nos orçamentos das universidades, que estava garantido às universidades estaduais paulistas desde o governo Orestes Quercia e que é considerada uma peça-chave da autonomia das mesmas.
Alguns estudantes, em opinião definida a partir de assembléias gerais da universidade e a Associação de Docentes da universidade, representando parte dos professores (as assembléias em média tiveram a participação de 240 entre num total de 5200), julgam que tais decretos ferem a autonomia universitária (dispositivo presente na Constituição federal). Os reitores da universidades estaduais, porém, declararam que tal crítica não seria procedente. Outros analistas políticos, de esquerda como Paulo Henrique Amorim, acreditam que tais medidas de contingenciamento de despesas estaduais estão relacionadas com o desejo do governador em direcionar gastos em obras de impacto, a fim de lançar-se candidato à presidência da República com amplo apoio popular, ainda que sacrificando despesas com a educação.
A reitoria foi desocupada em 21 de junho, após o recuo do governo do Estado, que desfez a maior parte das medidas decretadas. Contudo, como os alunos tardaram pelo menos duas semanas a desocupar a Reitoria após o recuo do governador Serra, o movimento continuou sendo fortemente criticado pelas lideranças científicas do País, embora os mesmos aleguem terem feito o mesmo para garantir um acordo com a reitoria para não haver punição administrativa aos estudantes.

#### Ocupação da reitoria em 2011
No dia 8 de novembro de 2011, o edifício sede da reitoria da universidade foi ocupado por centenas de estudantes descontentes com o alegado autoritarismo da gestão do reitor João Grandino Rodas (segundo colocado em uma lista tríplice e escolhido pelo então governador José Serra, do PSDB) e a outorga de um convênio ampliando a atuação da Polícia Militar de São Paulo no campus Butantã da Universidade de São Paulo.
No dia 8 de novembro, mais de 400 policiais da tropa de choque, cavalaria, GOE, GATE e até helicópteros cercaram a reitoria da USP e detiveram mais de 70 pessoas no prédio.  À noite, a Assembleia Geral dos Estudantes foi convocada e, com cerca de 4 mil alunos, votou por uma greve geral, revertida apenas no começo de 2012. Os estudantes reivindicavam o fim do convênio com a PM no campus, a criação de um grupo para discutir um outro programa de segurança, a renúncia do reitor João Grandino Rodas e a não punição administrativa dos estudantes.